# Maxim Braun
Maxim Braun, född 16 april 1993, är en kazakisk skidskytt som debuterade i världscupen i december 2014. Hans första pallplats i världscupen kom i singel mixstafett den 26 november 2017 i Östersund i Sverige.